# Walter-Schwagenscheidt-Haus

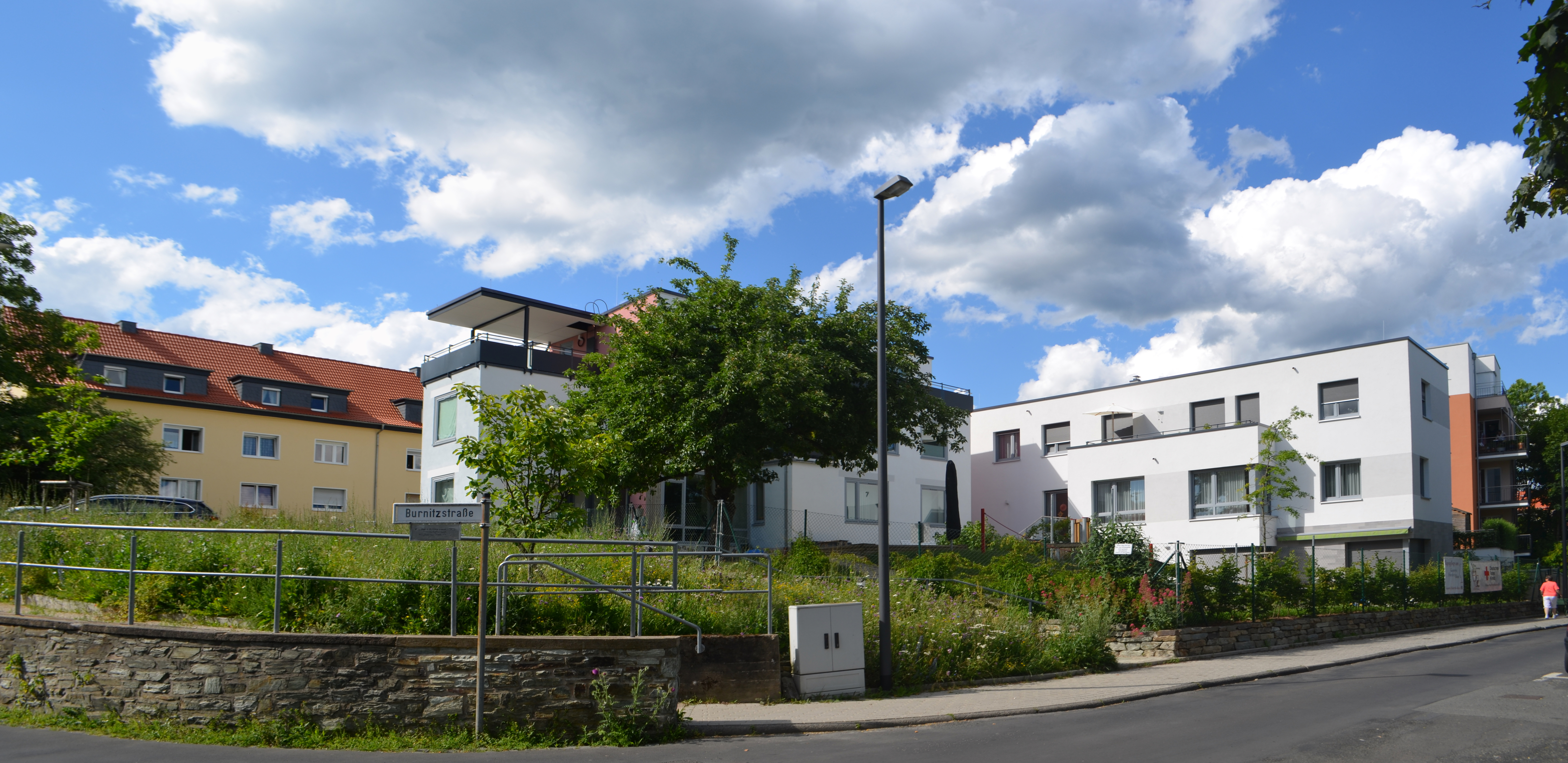
Walter-Schwagenscheidt-Haus

Das Walter-Schwagenscheidt-Haus in Kronberg im Taunus ist ein ehemaliges Schwesternwohnhaus und steht unter Denkmalschutz.
1958/59 wurde das Schwesternwohnhaus im Auftrag des Krankenhausvereins und Sanatoriums Kaiserin Friedrich nach Plänen von Walter Schwagenscheidt und Tassilo Sittmann erbaut. Der Bau in der Walter-Schwagenscheidt-Straße 13 wurde 1965 mit dem Hessen-Preis ausgezeichnet.
Das Haus besteht aus mehrfach gestaffelten, unterschiedlich hohen kubischen Bauteilen mit Flachdächern. Die Gebäudeteile sind zwischen einem und drei Geschossen hoch. So wirkt die Anordnung zufällig, folgt aber einer klaren Gliederung.
2012 stimmten die Denkmalbehörden einer Erweiterung des Gebäudes durch zwei moderne, aber mit dem Altbau harmonierenden, Seitenflügeln zu. Der Kreisverband Hochtaunus des Deutschen Roten Kreuzes als Eigentümer investierte 2,65 Millionen € in den Erweiterungsbau. Im Oktober 2016 war der Umbau abgeschlossen.